# Femtochimie
Femtochimia este ramura chimiei fizice care se ocupă cu studiul proceselor chimice care au loc în decursul unei femtosecunde (10−15 secunde). În 1999, Ahmed Hassan Zewail, pionierul femtochimiei, a primit Premiul Nobel pentru Chimie pentru descoperirile sale din acest domeniu nou, demonstrând că este posibil să se studieze mișcarea atomilor dintr-o moleculă în timpul reacțiilor chimice cu ajutorul laserului.  Femtochimia ajută la elucidarea în detaliu a mecanismelor de reacție.